# Jadwiga Wajs-Marcinkiewicz
Jadwiga Wajs/Wajsówna-Marcinkiewicz, född den 30 januari 1912 i Pabianice, död den 1 februari 1990, var en polsk friidrottare som tävlade i diskuskastning.
Hon blev guldmedaljör i diskus vid den IV.e damolympiaden 1934 i London. Hon deltog även vid tre olympiska spel. Vid Olympiska sommarspelen 1932 slutade hon på tredje plats i diskuskastning. Vid Olympiska sommarspelen 1936 blev hon silvermedaljör efter Gisela Mauermayer och blev därmed en av de 13 judar som vann medaljer vid dessa spel. Hon deltog vid Olympiska sommarspelen 1948 där hon slutade på en fjärde plats. 
Vidare deltog hon vid EM 1946 i Oslo där hon blev bronsmedaljör. Hon hade även världsrekordet i diskuskastning under 1930-talet. 